# 这边风景
《这边风景》是作家王蒙的长篇小说，曾荣获2015年第9届茅盾文学奖。2013年由花城出版社第一次出版。

## 故事梗概
《这边风景》讲述1960年代在以“阶级斗争”如火如荼的“四清运动”背景下，新疆维吾尔自治区伊犁哈萨克自治州跃进公社爱国大队发生的一件粮食盗窃案，数以万计的普通民众被红色运动裹挟其中的命运故事。

## 主要人物
- 伊力哈穆，中国共产党党员，农民。
- 爱弥拉克孜，残疾人。
- 库图库扎尔
- 雪林姑丽
- 米琪儿婉，伊力哈穆的妻子。
- 尼牙孜，农民。
- 章洋

## 创作
1974年至1978年，王蒙在新疆写作完成《这边风景》，后来因种种原因未曾出版。